# ISO 3166-2:OM
Artículo principal: ISO 3166-2
ISO 3166-2:OM es la entrada para Omán en ISO 3166-2, parte de los códigos de normalización ISO 3166 publicados por la Organización Internacional de Normalización (ISO), que define los códigos para los nombres de las principales subdivisiones (p.ej., provincias o estados) de todos los países codificados en ISO 3166-1.
En la actualidad, para Omán los códigos ISO 3166-2 se definen para 11 gobernaciones. En 2011, se produjeron los siguientes cambios en las subdivisiones:
- Región de Batina (Al Bāţinah) se divide en dos gobernaciones: Batina Norte y Batina Sur.
- Región Oriental (Ash Sharqīyah) se divide en dos gobernaciones: Norte y Sur.
- Ad Dajilía (Ad Dākhilīyah), Ad Dhahirah (Az̧ Z̧āhirah), y Al Wusta (Al Wusţá) todas se han hecho gobernaciones.

Cada código consta de dos partes, separadas por un guion. La primera parte es OM, el código ISO 3166-1 alfa-2 para Omán. La segunda parte tiene dos letras.

## Códigos actuales
Los nombres de las subdivisiones se ordenan según el estándar ISO 3166-2 publicado por la Agencia de Mantenimiento ISO 3166 (ISO 3166/MA).
Pulsa sobre el botón en la cabecera para ordenar cada columna.
| Código | Nombre de la subdivisión (ar) (BGN/PCGN 1956) | Variante local | Categoría de la subdivisión |
| ------ | --------------------------------------------- | -------------- | --------------------------- |
| OM-DA  | Ad Dākhilīyah                                 |                | gobernación                 |
| OM-BS  | Shamāl al Bāţinah                             |                | gobernación                 |
| OM-BJ  | Janūb al Bāţinah                              |                | gobernación                 |
| OM-WU  | Al Wusţá                                      |                | gobernación                 |
| OM-SS  | Shamāl ash Sharqīyah                          |                | gobernación                 |
| OM-SJ  | Janūb ash Sharqīyah                           |                | gobernación                 |
| OM-ZA  | Az̧ Z̧āhirah                                    |                | gobernación                 |
| OM-BU  | Al Buraymī                                    |                | gobernación                 |
| OM-MA  | Masqaţ                                        | Muscat         | gobernación                 |
| OM-MU  | Musandam                                      |                | gobernación                 |
| OM-ZU  | Z̧ufār                                         | Dhofar         | gobernación                 |

## Cambios
Los siguientes cambios de entradas han sido anunciados en los boletines de noticias emitidos por el ISO 3166/MA desde la primera publicación del ISO 3166-2 en 1998, cesando esta actividad informativa en 2013.
| Informe                       | Fecha de emisión | Descripción del cambio reportado | Cambio de código o subdivisión                                                    |
| ----------------------------- | ---------------- | --- | --------------------------------------------------------------------------------- |
| Boletín II-2                  | 2010-06-30       | Se actualizan: la estructura administrativa y el origen de la lista | Subdivisiones añadidas:OM-BU Al Buraymī Códigos: OM-JA Al Janūbīyah → OM-ZU Z̧ufār |
| Plataforma en línea de la ISO | 2015-11-27       | Cambia la categoría de subdivisiones, de región a gobernación: OM-BA, OM-DA, OM-SH, OM-WU, OM-ZA; Cambian los códigos de subdivisiones: de OM-BA a OM-BJ, de OM-SH a OM-SJ; Cambia de ortografía: OM-BJ, OM-SJ; Se añaden: las gobernaciones OM-BS, OM-SS; las variantes locales de OM-MA, OM-ZU Se actualiza el origen de la lista | (TBD)                                                                             |